# الدقيساب
الدقيساب هي قرية سودانية تابعة لولاية الجزيرة، وكانت تتبع لولاية سنار.
أقرب المدن إليها:
- سنار تبعد حوالي 69 كم.
- المناقل تبعد حوالي 28 كم.
- عبود تبعد حوالي 21 كم.

تتكون من عدة قبائل مما جعلها تتوسط عدة قرى، وتتميز بموقع قريب من المدن مما جعلها تتوسع وتزدهر بسرعة، وبها مدرستين أساسية وثانوية ببناء حديث ومسجدين وأربع مخابز ومطعمين ومركز صحي متكامل يخدمها ويخدم القرى المحاذية لها ومراكز لبيع المواد الغذائية.
وأبرز القرى المحذية لها:
كنانة، بقادي، أم عشيرة، أبو نعام، البراقنة، محريبا، البريكاب، الولي وغيرها.